# Балистик: Екс срещу Севър
„Балистик: Екс срещу Севър“ (на английски: Ballistic: Ecks vs. Sever) е екшън/трилър от 2002 г. на режисьора Вич Касаянанда (под псевдонима Као). Във филма участват Антонио Бандерас и Луси Лиу.